# Santiago Vargas

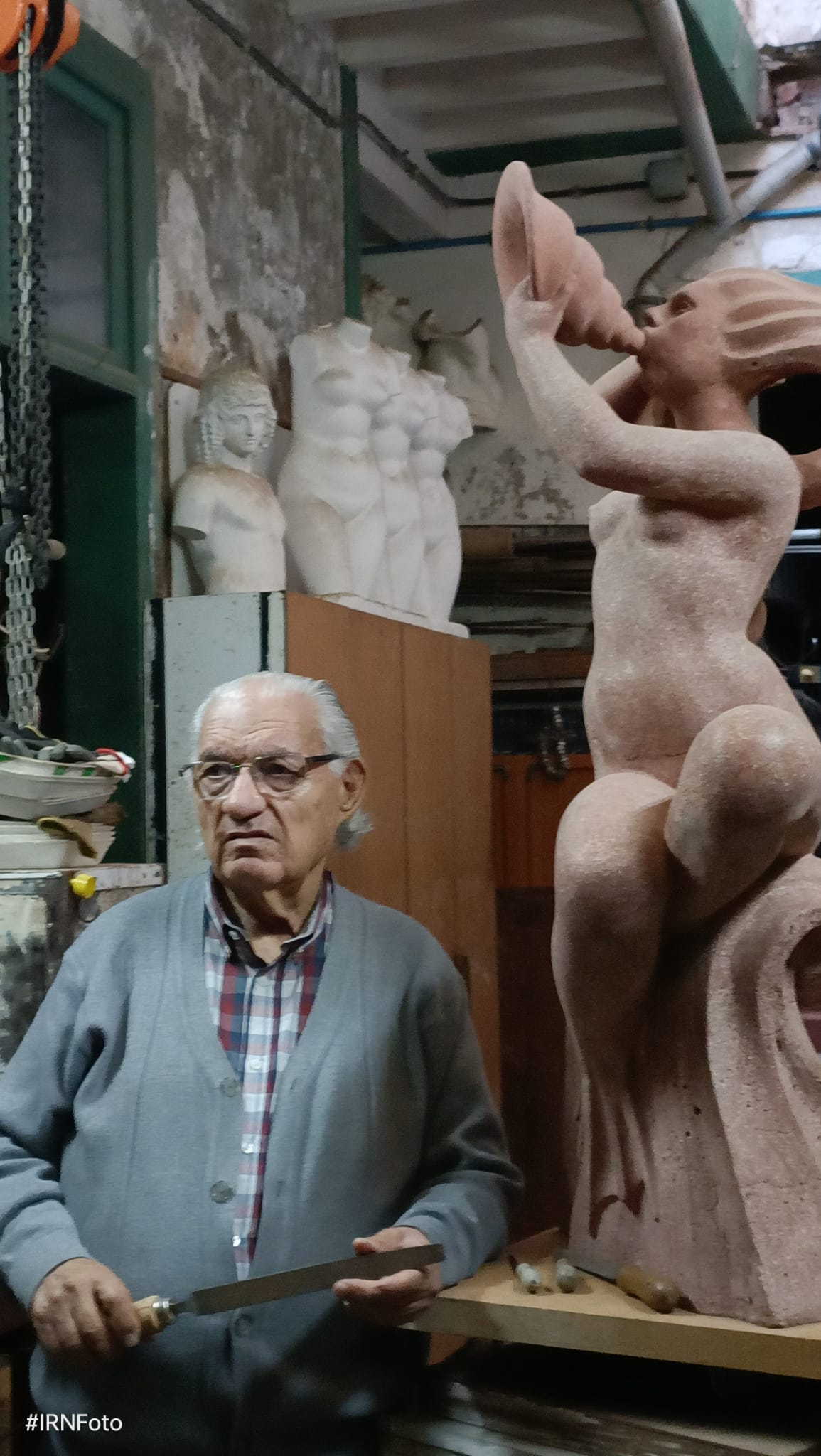
Santiago Vargas en su estudio de Las Palmas de Gran Canaria.

Santiago Vargas Jorge (San Bartolomé de Tirajana, Gran Canaria, 23 de julio de 1942) es un escultor español. 

## Biografía
En las Academias Municipales de Las Palmas de Gran Canaria comienza sus estudios artísticos teniendo como profesores a Cirilo Suárez y Abraham Cárdenes. Posteriormente Estudia Bellas Artes en Madrid.

## Obras destacadas
- Lucha Canaria (1975): Monumento en bronce a la lucha canaria. Situado en el Parque de los Juegos Olímpicos de México (Altavista, Las Palmas de Gran Canaria).
- Pancho Guerra (1986): Busto en bronce al escritor Francisco Guerra Navarro. Situado en la Plaza del Municipio de San Bartolomé de Tirajana.
- Juan Rejón (1988): Relieve en piedra aglutinada a Juan Rejón, fundador de la ciudad de Las Palmas de Gran Canaria. Situado en una de las paredes de la Casa Museo Colón.
- La Aparcería (1993): Monumento de tres metros de alto. Situado en la Plaza de La Era (Vecindario, Sanata Lucía de Tirajana).
- Juan Rodríguez Doreste (1994): Busto realizado en bronce de más de tres metros de altura del exalcalde de Las Palmas de Gran Canaria.[2]
- Domingo Báez González (2000).
- Luján Pérez (2006): Ubicado en la calle Obispo Codina de Las Palmas de Gran Canaria.
- Suso Mariategui (2012):  Busto realizado en bronce sobre un pie de cantería del tenor fallecido en 2010. Situado en el Paseo de Las Canteras (Las palmas de Gran Canaria).[3]
- Santiago Ojeda (2013): Busto en bronce del deportista grancanario fallecido en 1997. Situado en la entrada de La Gallera de López Socas (Altavista, Las Palmas de Gran canaria).
- Cairasco (2018): Busto dedicado al escritor. Situado en el IES Cairasco Figueroa (Tamaraceite, Las Palmas de Gran Canaria).[1]